# 弗尔沙茨
弗尔沙茨（羅馬化：Vršac，發音：[ʋr̩̂ʃat͡s]；德语：Werschetz）是塞尔维亚伏伊伏丁那自治省南巴納特區的城市。城市面积为1,324平方公里，2022年人口数量为45,462人，其中城区人口数量为31,946人。

## 友好城市
- 罗马尼亚卢戈日
- 斯洛伐克班斯卡-比斯特里察